# Ikeda Kikunae

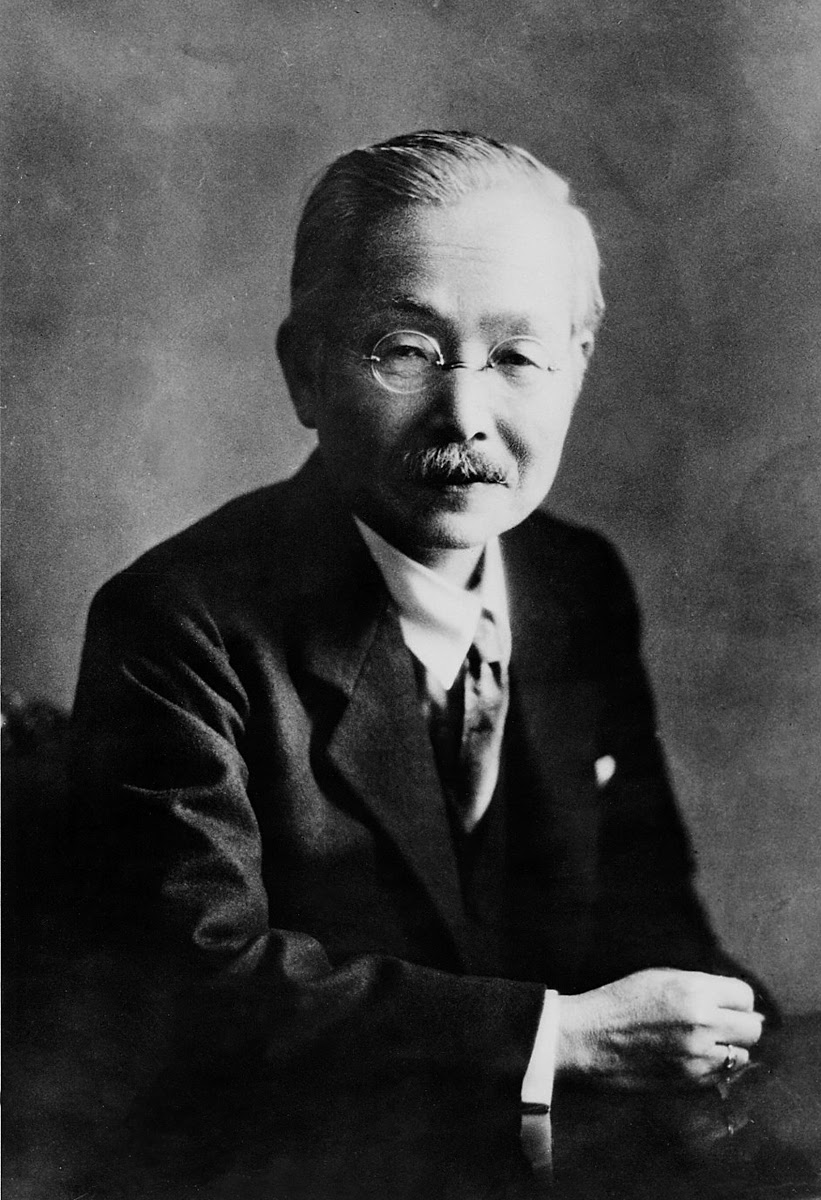
Kikunae Ikeda

Ikeda Kikunae (japanisch 池田 菊苗; * 8. Oktober 1864 (Genji 1/9/8) in Kyōto; † 3. Mai 1936 in Tokio) war ein japanischer Chemiker. Er entdeckte das Mononatriumglutamat.

## Leben und Wirken
Ikeda Kikunae wurde als zweiter Sohn eines höheren Samurai in der Residenz des Satsuma-han in Kyōto geboren. Nach der Mittelschule besuchte er eine Vorbereitungsschule für die Universität und studierte an der Kaiserlichen Universität in der Fakultät der Naturwissenschaften im Fachbereich Chemie. Das Studium schloss er 1889 ab. 1891 wurde er Professor an der Höheren Normalschule (später Pädagogische Universität Tokio).
1896 wurde Ikeda Assistenzprofessor für Chemie an seiner Alma Mater. 1899 ging er für zwei Jahre zum Studium der physikalischen Chemie nach Deutschland an die Universität Leipzig, wo er sich unter Wilhelm Ostwald weiterbildete. Von Mai bis Oktober 1901 hielt er sich in London auf, wo er in derselben Herberge wie Natsume Sōseki wohnte. Nach seiner Heimkehr erfolgte die Ernennung zum ordentlichen Professor. 1902 erhielt er den Grad des Doktors der Naturwissenschaften.
1907 entdeckte Ikeda den fünften Geschmackssinn, den er Umami (jap.:うま味, うまみ), aus umai (jap.: うまい) für „köstlich“ und mi (jap.: 味) für „Geschmack“ nannte. 1908 isolierte er kristallines Mononatriumglutamat aus Kombu (Seetang) und stellte die Verbindung zwischen Glutamat und der geschmacksverstärkenden Wirkung des Seetangs her. Ikedas Erfindung wurde zunächst von der „Suzuki Pharmaceutical Company“ als Gewürz „Ajinomoto“ vertrieben. Die Firma heißt heute Ajinomoto Co., Inc.
1913 wurde Ikeda Präsident der Chemical Society of Japan (日本化学会, Nihon kagakkai). 1917 war er einer der Gründungsmitglieder der wissenschaftlichen Forschungseinrichtung RIKEN. 1919 wurde er Mitglied der Akademie der Wissenschaften. 1923 endete seine Professur, wie immer an der Universität Tokio, im Alter von 60 Jahren. Ikeda widmete sich weiterhin der Verbesserung der Produktion von Mononatriumglutamat.